# Nick Hein
Nick Hein (født 24. april 1984 i Elsdorf i Tyskland), er en tysk MMA-udøver og filmskuespiller. Han er i Tyskland mest kendt for sin optræden i tv-serien Diese Kaminskis. Før Hein blev skuespiller, var han også tysk judo-mester og politibetjent. Hein er forfatter på bogen "Polizei am Limit", og han har siden 2014 konkurreret i organisationen Ultimate Fighting Championship i letvægtsklassen.

## Baggrund
Hein blev født i Elsdorf og blev interesseret i kampsport efter at have set en Bruce Lee-film. I stedet for at melde sig til en Kung Fu-klub begyndte han til Judo, da han var 6 år gammel, da der ikke var nogle Kung Fu-klubber i Elsdorf. Han begyndte at træne boksning i år 2000 efter at han havde set et UFC-event på VHS. Han havde sin første MMA-lektion i 2009 og kæmpede sin første amatørkamp samme år mens han stadig var på Judo-landsholdet for Tyskland, hvor hvor han missede sin træning i Berlin på grund af verdensmesterskabet i Judo. Efter et mislykket forsøg på at kvalificere sig til Sommer-OL 2008 og en benskade, besluttede Hein sig for at fokusere på MMA.

## Judo-karriere
Hein begyndte at træne judo da han var 6 år gammel og var judoka i 20 år og 10 på det tyske hold. Han blev U-23 Europæisk Judo-mester i 2006 og tysk mester i 2006 og 2007. Han har vundet mere end 35 nationale og internationale judo-medaljer.

## MMA-karriere

### Amatør-karriere
2 år før han blev professionel i 2009, debuterede Hein som amatør den 24. februar, hvor han mødte Ulf Fritzmann på MMA Berlin: Tournament 3. Efter 3. omgange endte kampen i en uafgjort.

### Ultimate Fighting Championship
Med en 10-1 (1) rekordliste, skrev Hein kontrakt med UFC den 31. marts, 2014.
Hein fik sin UFC-debut mod Drew Dober den 31. maj, 2014, på UFC Fight Night: Munoz vs. Mousasi. Han vandt kampen via enstemmig afgørelse.
Hein mødte James Vick den 22. november, 2014 på UFC Fight Night: Edgar vs. Swanson. Selvom han slog Vick ned 2 gange i første omgang med slag tabte Hein kampen via enstemmig afgørelse.
Hein mødte Łukasz Sajewski den 20. juni, 2015 på UFC Fight Night: Jędrzejczyk vs. Penne. Han vandt kampen via enstemmig afgørelse.
Hein mødte herefter UFC-nykommeren Yusuke Kasuya den 27. september, 2015 på UFC Fight Night: Barnett vs. Nelson. Han vandt kampen via enstemmig afgørelse.
Hein skulle have mødt Jon Tuck den 8. maj, 2016 på UFC Fight Night: Overeem vs. Arlovski. Men blot få dage før stævnet meldte Hein afbud på grund af en skade.
Hein mødte herefter Tae Hyun Bang den 3. september,, 2016 på UFC Fight Night: Arlovski vs. Barnett. Han vandt kampen via enstemmig afgørelse (29-28, 30-28, 30-27).
Hein skulle have mødt UFC-nykommeren Zabit Magomedsharipov i en fjervægts-kamp den 2. september på UFC Fight Night: Volkov vs. Struve. Men Hein meldte afbud på grund af en skade den 21. august og blev erstattet af Mike Santiago.
Hein mødte Davi Ramos den 12. maj, 2018 på UFC 224. Han tabte kampen via submission (rear-naked choke) i 1. omgang.
Hein mødte danske Damir Hadzovic den 22. juli, 2018 på UFC Fight Night: Shogun vs. Smith. Han tabte kampen via split decision.

## Mesterskaber

### MMA
- Fair Fighting Championship
  - FFC Light Welterweight (161 pund) Championship (1 gang)

- FFA Western German Championship
  - FFA Western German Middleweight (185lbs.) Mester (2009)

### Jiu Jitsu
- Choke Wars Welterweight (170lbs.) Mester (2013)
- Western German BJJ Middleweight (181lbs) Mester (2013)
- Tap or Snap Super Welterweight (176lbs.) Mester (2013)
- Tap or Snap Middleweight (187lbs.) Mester (2012)

### Judo
- European Judo Under-23 Half Middleweight (179lbs.) Mester (2006)
- German Judo Under-20 Half Middleweight (179lbs.) Mester (2003)
- European Judo Cadet Lightweight (161lbs.) Mester (2000)
- German Judo Under-15 Extra Lightweight (121lbs.) Mester (1998)

## Privatliv
Hein arbejdede som politibetjent i mere end 11 år his Federal Police i Köln, Germany. Han er kendt som ‘Judge Dredd’ af sine kollegaer i politistyrken. Han er også skuespiller og har optrådt i det tyske tv-program, Diese Kaminskis, hvor han spillede en bedemand.
Hein er gift med sin japanske kone, Marie Suzuki og de har en søn, Noah. Hans søster er gift med UFC-kæmperen, Drew Dober som han kæmpede mod på UFC Fight Night: Munoz vs. Mousasi.
Hein er forfatter på bogen "Polizei am Limit" - Police at the Limit" hvor han detaljerende beskrev manglen på resurser og træning i politistyrken i Tyskland.
Hein skrev en artikel om de seksuelle overgreb nytårsaften i Tyskland den 31. december, 2015 - de udbredte seksuelle overgreb, angreb og røverier, der var forbundet med tilstrømningen af asylansøgere, der fandt sted i Køln, hvor han kritiserede det politiske og retslige system i Tyskland for ikke at gøre nok for at forhindre sådanne forbrydelser. Han blev inviteret til interview på CNN, Russia Today (RT) og andre tv-stationer for at ytre sin mening om fordømmelse af angrebene og mente at der skulle ydes hjælp til flygtninge, der havde brug for hjælp.

## Filmografi
- 2014: Diese Kaminskis – Wir legen Sie tiefer! (Tv-komedie-serie; ZDFneo)